# Pantel·lerita
La pantel·lerita és una roca volcànica, específicament una riolita peralcalina. Químicament compta amb continguts de ferro superiors i continguts inferiors d'alumini en comparació a la comendita.
Deriva el seu nom de Pantel·leria, una illa volcànica a l'estret de Sicília i és la localitat tipus d'aquesta roca. En Pantel·leria, la roca es troba generalment com vitròfir amb fenocristalls d'anortoclasa o sanidina. El quars es troba només en les roques més peralcalines. Els minerals màfics de la pantel·lerita poden incloure egirina, faialita, aenigmatita, ilmenita, i amfíbol sòdic (sovint arfvedsonita o ferrorichterita).